# Paata Burchuladze
Paata Burchuladze o Paata Burtschuladse (en georgiano პაატა  ბურჭულაძე; nacido el 12 de febrero de 1955 en Tiflis) es un cantante de ópera georgiano con voz de bajo. 

## Vida
Burchuladze estudió con el maestro Olimpi Chelashvili en Tiflis. Ya en sus tiempos de estudiante cantó en el "Teatro estatal para ópera y ballet Sachari Paliashvili" con gran éxito. Debutó en Tiflis como Mefistófeles en 1975. Gracias a su talento obtuvo una beca para continuar su educación en Milán con Giulietta Simionato y Eduardo Müller.

### Carrera y distinciones
En 1981 ganó el primer premio en el concurso de canto Voci Verdiane en Busseto, Italia. En 1982 obtuvo la medalla de oro y primer premio en el famoso Concurso Internacional Chaikovski de Moscú. En 1985 triunfó en el de Luciano Pavarotti en Filadelfia, Estados Unidos. Después de triunfar en tan importantes competiciones, pudo comenzar una brillante carrera en los principales teatros de ópera de Europa y Norteamérica. 
Tuvo un gran éxito en su debut en el Covent Garden como Ramfis en Aida en 1984, junto al tenor Luciano Pavarotti como Radamés. No menos triunfales fueron sus primeras apariciones en La Scala de Milán y en la Staatsoper de Viena, con Luisa Miller de nuevo junto a Pavarotti.
Su primera aparición en el Metropolitan Opera fue como Basilio en 1989. Herbert von Karajan llamó a este artista "segundo Chaliapin " lo llevó al Festival de Salzburgo, donde actuó varias veces. Otro hito en su carrera fue la interpretación de Borís Godunov en la sesión inaugural de la temporada 1990-1991 del Metropolitan.

### Voz y repertorio
Burchuladze posee una de las voces de bajo con un timbre más bello y mayor volumen del siglo XX, que es capaz de manejar con una gran expresividad. Junto el alemán Kurt Moll y el finlandés Martti Talvela, constituyen las voces destacadas de su cuerda de las últimas décadas del siglo XX y principios del XXI. 
El repertorio de Burchuladze incluye, ante todo, los grandes roles verdianos para bajo como el Felipe II de Don Carlo; además, ha trabajado el repertorio ruso: Borís Godunov, príncipe Gremin de Eugenio Oneguin, Dosifey e Ivan Khovanski en Jovánschina, el Khan Konchack de El Príncipe Ígor; y, finalmente, los más importantes papeles de bajo de la escuela francesa. 
También ha trabajado el amplio repertorio de canciones de diversos compositores rusos. Asimismo, es considerado un gran creador de canciones.

## Discografía
- Recitales Zahlreiche (Arias y canciones).
- Ernani (Silva) con Luciano Pavarotti, Sutherland y Leo Nucci, dirige Richard Bonynge
- Aida (Ramfis) con Luciano Pavarotti, Maria Chiara, Ghena Dimitrova y Leo Nucci, dirige Lorin Maazel
- La Forza del Destino (Padre Guardián) con José Carreras, Agnes Baltsa, Renato Bruson y Rosalind Plowright, dirige Giuseppe Sinopoli
- Eugen Onegin (Príncipe Gremin) con Mirella Freni y Neil Shicoff.
- Don Giovanni (Comendador) con Samuel Ramey, Anna Tomowa-Sintow, Agnes Baltsa y Gösta Winbergh, dirige Herbert von Karajan.
- Nabucco (Zacarías) bajo Riccardo Muti, DVD.
- Requiem de Mozart con la dirección de Herbert von karajan